# 佐賀県道221号肥前麓停車場線
佐賀県道221号肥前麗停車場線（さがけんどう221ごう ひぜんふもとていしゃじょうせん）は、佐賀県鳥栖市を通る一般県道である。

## 概要
鳥栖市平田町のJR九州長崎本線 肥前麓駅前から佐賀県道31号佐賀川久保鳥栖線交点に至る。

### 路線データ
- 起点：佐賀県鳥栖市平田町（JR九州長崎本線 肥前麓駅前）
- 終点：佐賀県鳥栖市平田町（佐賀県道31号佐賀川久保鳥栖線交点）

## 地理

### 通過する自治体
- 鳥栖市

### 交差する道路
| 交差する道路                 | 交差する場所 | 交差する場所 |
| ---------------------------- | ------------ | ------------ |
| 佐賀県道31号佐賀川久保鳥栖線 | 平田町       | 終点         |

### 沿線
- JR九州長崎本線 肥前麓駅
- 佐賀県立鳥栖商業高等学校
- 陸上自衛隊鳥栖分屯地
- 九州龍谷短期大学